# Australian Plant Census
Australian Plant Census (abreviado (APC))  es una revista con ilustraciones y descripciones botánicas que es editada en Australia.
APC es una base de datos de los nombres científicos aceptados para la flora australiana vascular, tanto nativa como introducida, y listas de sinónimos y malas aplicaciones de estos nombres. La APC cubre todos los nombres científicos de las plantas publicadas y utilizadas en un contexto en la literatura taxonómicade Australia, pero excluye los taxones (incluyendo cultivares) conocidos sólo de cultivo en Australia. La taxonomía y la nomenclatura adoptada para el APC son aprobadas por el Council of Heads of Australasian Herbaria  (CHAH).